# Металопрокатний завод у Адрі (SALB)
Металопрокатний завод у Адрі (SALB) — підприємство чорної металургії Сирії, майданчик якого розміщений у індустріальній зоні Адра на північно-східних околицях Дамаської оази.
Завод, який став до ладу в 2007 році, спроможний продукувати 250 тисяч тонн будівельної арматури на рік.
Проєкт реалізувала Syrian Steel and Iron Company (SALB), що належить сім'ї Маджоуб (Majzoub).